# Katholieke Kerk in Zuid-Afrika

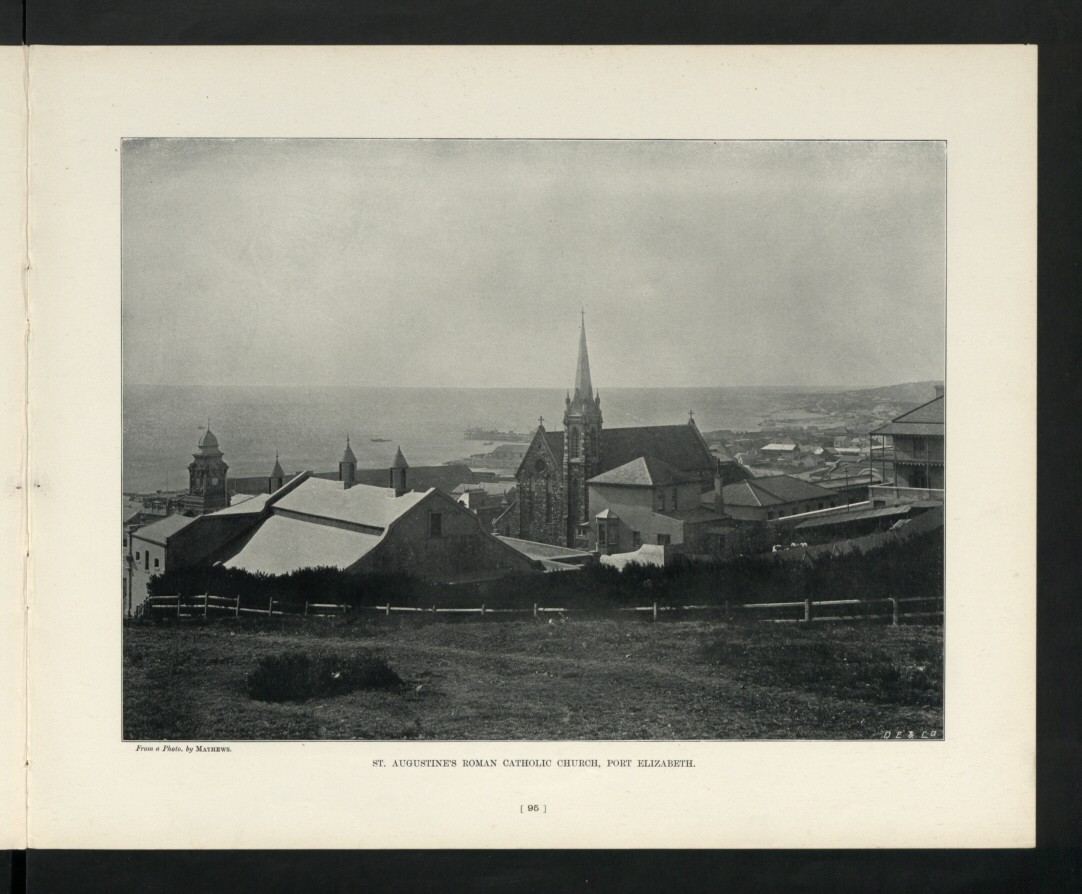
Kerk in Port Elisabeth

De Katholieke Kerk in Zuid-Afrika is een onderdeel van de wereldwijde Katholieke Kerk, onder het geestelijk leiderschap van de paus en de curie in Rome.
In 2005 waren ongeveer 3.110.000 (7%) inwoners van Zuid-Afrika katholiek. Zuid-Afrika bestaat uit 25 bisdommen, waaronder vijf aartsbisdommen, verspreid over vijf kerkprovincies. Verder is er een apostolisch vicariaat en een militair ordinariaat die direct onder de Heilige Stoel vallen. Tevens vallen twee buitenlandse bisdommen en een apostolisch vicariaat onder kerkprovincies die de zetel hebben in Zuid-Afrika. De bisschoppen zijn lid van de bisschoppenconferentie van Zuidelijk Afrika. President van de bisschoppenconferentie is Buti Joseph Tlhagale, aartsbisschop van Johannesburg. Verder is men lid van de Inter-Regional Meeting of Bishops of Southern Africa en de Symposium des Conférences Episcopales d’Afrique et de Madagascar.
Apostolisch nuntius voor Zuid-Afrika is aartsbisschop Henryk Mieczysław Jagodziński, die tevens nuntius is voor Botswana, Lesotho, Namibië en Swaziland.
Het land heeft een kardinaal, Wilfrid Fox Napier, aartsbisschop van Durban.

## Bisdommen
| - Aartsbisdom - Bisdom |

- Bloemfontein
  - Bethlehem
  - Keimoes-Upington
  - Kimberley
  - Kroonstad
- Kaapstad
  - Aliwal
  - De Aar
  - Oudtshoorn
  - Port Elizabeth
  - Queenstown
- Durban
  - Dundee
  - Eshowe
  - Kokstad
  - Mariannhill
  - Umtata
  - Umzimkulu
- Johannesburg
  - Klerksdorp
  - Manzini (Swaziland)
  - Witbank
- Pretoria

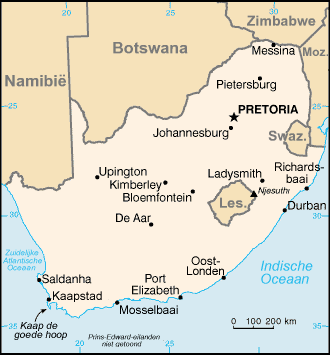
Zuid-Afrika

  - Francistown (Apostolisch vicariaat; Botswana)
  - Gaborone (Botswana)
  - Pietersburg
  - Rustenburg
  - Tzaneen
- Apostolisch vicariaat Ingwavuma
- Militair ordinariaat

## Nuntius
- Apostolisch delegaat
  - Aartsbisschop Bernard Gijlswijk (2 december 1922 – 22 december 1944)
  - Aartsbisschop Martin Lucas (14 september 1945 – 3 december 1952)
  - Aartsbisschop Celestine Joseph Damiano (27 november 1952 – 24 januari 1960)
  - Aartsbisschop Joseph Francis McGeough (17 september 1960 – 8 juli 1967)
  - Aartsbisschop John Gordon (19 augustus 1967 – 1971)
  - Aartsbisschop Alfredo Poledrini (20 september 1971 – 18 september 1978)
  - Aartsbisschop Edward Idris Cassidy (25 maart 1979 – 6 november 1984, later kardinaal)
  - Aartsbisschop Joseph Mees (19 januari 1985 – oktober 1987)
  - Aartsbisschop Ambrose Battista De Paoli (6 februari 1988 – 25 juni 1994)
- Apostolisch nuntius
  - Aartsbisschop Ambrose Battista De Paoli (25 juni 1994 – 11 november 1997)
  - Aartsbisschop Manuel Monteiro de Castro (2 februari 1998 – 1 maart 2000, later kardinaal)
  - Aartsbisschop Blasco Francisco Collaço (24 mei 2000 – 17 augustus 2006)
  - Aartsbisschop James Patrick Green (17 augustus 2006 - 10 maart 2012)
  - Aartsbisschop Mario Roberto Cassari (10 maart 2012 - 22 mei 2015)
  - Aartsbisschop Peter Bryan Wells (9 februari 2016 - 8 februari 2023)
  - Aartsbisschop Henryk Mieczysław Jagodziński (16 april 2024 - heden)